# Jóbarát (folyóirat, 1925–1940)
Jóbarát, alcíme szerint „irodalmi és tudományos folyóirat az ifjúság számára”. Megjelent Kolozsvárt 1925. szeptember 15. és 1940. június 15. között július és augusztus kivételével minden hónap 15-én Olasz Péter szatmári Új Nemzedék című füzeteinek folytatásaként.

## A két világháború közt
Kiadta a Kolozsvári Római Katolikus Főgimnázium tantestülete. Felelős szerkesztője Rózsa József, társszerkesztők P. Olasz Péter (a III. évfolyam végéig), Uitz Mátyás (a XII. évf. végéig) és Reischel Artúr (a XIII. évf.-tól fogva).
A gondosan szerkesztett húszoldalas folyóirat az erkölcsi nevelés, ismeretterjesztés és szépirodalom mellett az ifjúságot érdeklő szinten minden kérdésnek állandó rovatot biztosított a cserkészettől a pályaválasztásig. Két-három évenként változtatott borítólapját és gazdag illusztrációit a korszak jeles művésztanárai, Kollár Gusztáv, Reinhofer Jenő, Szopos Sándor és Vámszer Géza rajzolták; jelent meg hasábjain rajz Kós Károlytól is. 
Munkatársai sorában rendszeresen szerepelt Balogh Ernő, Bíró Vencel, Bitay Árpád, Bányai László, Hirschler József, Kiss Jenő, Kristóf György, Lakatos István, Reményik Sándor, Octavian Șireagu, Szőcs Mihály, Vámszer Géza és Venczel József. A természettudományos műveltség terjesztése terén Brósz Ilona, Wildt József és ifj. Xántus János végeztek igényes munkát.
Irodalomtörténeti szempontból dokumentumértékű a Fakadó rügyek rovat, amely – többek között – Bányai László, Dsida Jenő, Fényi István, Flórián Tibor, Kiss Jenő, Rónay György és Sőtér István zsengéit közölte. Fényképanyagából a hazai sport- és cserkészmozgalommal kapcsolatos eredeti felvételek érdemelnek figyelmet, főleg azok, amelyek Illyés Sándor aviatikai cikkeit illusztrálták. Így láthatjuk az óceánrepülő Lindbergh ezredest Szamosfalván (1938–39/1). 